# 下水道社会主义
下水道社会主义（英語：Sewer socialism）是指约1892年—1960年，以美国威斯康星州密尔沃基市为中心的社会主义运动。这个绰号是莫里斯·希尔奎特在1932年美国社会党于密尔沃基召开的大会上创造的，用以评论密尔沃基的社会主义者及其对该市优良的公共下水道系统的长期夸耀。
“下水道社会主义”运动起源于美国社会民主党的组织。甚至在美国社会民主党成立前，密尔沃基就已在1886年选出社会主义者、木工亨利·史密斯进入美国众议院，他以“社会主义者”名义参选，但实际上是作为“联盟劳工党”候选人参选的。1901年美国社会党成立后，“下水道社会主义”群体成为党内倾向于改良主义而非革命的重要核心。他们弱化社会理论和革命言辞，转而强调廉洁政府以及改善公共卫生的努力。“下水道社会主义者”致力于清除“工业革命留下的肮脏和污染的遗产”，通过建设新的卫生系统、实现市政水电公有化以及改善教育，来整治社区和工厂的环境。这种做法有时被称为“建设性社会主义”。